# 張鳳翥 (崇禎進士)
張鳳翥（16世紀—17世紀），字威丹，號儀明，南直隸安慶府宿松縣人，明朝、南明政治人物。

## 生平
張鳳翥於天啟四年（1624年）中舉人，崇禎四年（1631年）成進士 ，户部观政，任浙江嘉興縣知縣，有清勤之名。崇祯七年（1634年）因父喪回鄉守制。崇祯九年（1636年）服喪期滿，補任仁壽縣知縣。次年陞任刑部广西司主事。崇禎帝召對時，以饮酒发狂，十二年降职为開封府照磨。十三年升承天府推官，後擢任湖廣承德道兵備副使，負責守衛顯陵，單人匹馬騎招安流寇。
其後張鳳翥得薦推巡撫，未就任正值李自成東下，他親自登城守衛並激勵士兵，部下開門迎接闖軍，他身受三刀，帶傷到武昌招募義勇圖謀恢復，不久傷重去世。子張燦有文武才略但早卒。

## 引用
1. 1 2  錢海岳《南明史·卷五十四·列傳第三十》：張鳳翥，字威丹，宿嵩人。崇禎四年進士。歷嘉興、仁壽知縣，以慈得民，累擢承德副使，護顯陵。部屬降，鳳翥受三刃，扶創走調鄂兵恢復，卒於道。
2. ↑  民國《宿松縣志·卷二十二·選舉表一》：張鳳翥……天啟甲子第　名（舉人）
3. ↑  《崇祯四年辛未科三百五十名进士履历》：张凤翥，溏存，诗三房，乙巳七月二十一日生。宿松人，甲子四十四，会二百五十四，三甲一百二十八名。户部政，授加兴知县，甲戌丁忧。丙子补仁寿县。丁丑升刑部广西司主事，己卯降開封府照磨，庚辰升承天府推官。曾祖彦仁。祖中策，俱儒士。父允经，未從典史。
4. ↑  《玉堂荟记》：屠愚仙荐张凤翥为边才，召对文华殿，至日斜上始出，而凤翥自辰入，饮酒己成大醉，同召数人，见其语状潦倒，谓不可入。凤翥力争欲入，奋袖喧呼，至左阙门。守门中贵复加留阻，凤翥怒拳殴之，复操俚语呼曰：皇帝老官召我，何人敢阻。由是数人力遏之而止。然上已知矣。诸人对毕，上问张某何不至？对曰：适在郊外较射，射毕饮酒不敢入。上曰：想是酒醉发狂，不怿而罢，屠于次日疏引罪也。
5. ↑  康熙《安慶府志·卷十五·人物志》：張鳳翥 號儀明，明崇禎辛未進士，授嘉興令，以清勤著聲，外艱歸。服闋補仁壽令，兩地皆俎豆之，陞戶部主事，時丰采赫奕，崇禎召對文華，擢兵備副使分守承德護顯陵，單騎招安土寇。薦推巡撫，未任值闖逆東下，親自登陴，嚴城守、勵士卒，郡屬開門迎賊，翥身受三刃扶創走郢鄂，募勇敢為恢復計，傷重勞深，尋卒于道，朝士莫不哀之。子燦有文武才器，早遊庠惜殀。